# Río Santiago, Santiago Juxtlahuaca
Río Santiago är en ort i Mexiko.   Den ligger i kommunen Santiago Juxtlahuaca och delstaten Oaxaca, i den sydöstra delen av landet, 280 km söder om huvudstaden Mexico City. Río Santiago ligger 1 243 meter över havet och antalet invånare är 156.
Terrängen runt Río Santiago är kuperad åt sydväst, men åt nordost är den bergig. Runt Río Santiago är det ganska glesbefolkat, med 31 invånare per kvadratkilometer. Närmaste större samhälle är Putla Villa de Guerrero, 13,7 km söder om Río Santiago. I omgivningarna runt Río Santiago växer huvudsakligen savannskog.